# Coillina baka
Coillina baka Yin & Peng, 1998 è un ragno appartenente alla famiglia Gnaphosidae.
È l'unica specie nota del genere Coillina.

## Distribuzione
L'unica specie oggi nota di questo genere è stata rinvenuta in Cina.

## Tassonomia
Dal 2004 non sono stati esaminati altri esemplari, né sono state descritte sottospecie al 2015.